# Кулау, Фридрих
Фридрих Кулау (нем. Friedrich Kuhlau; 11 сентября 1786 — 12 марта 1832) — немецко-датский композитор и пианист.

## Биография
Родился в семье гамбургского гобоиста, игравшего в военных оркестрах. В возрасте семи лет потерял правый глаз, когда поскользнулся на льду и упал. 
В 1810 г., желая избежать Наполеоновских войн, переехал в Данию, в 1813 г. принял датское подданство.
В Копенгагене в 1814 году написал музыку к драме Эленшлегера «Rövenbergen», имевшую блестящий успех. Он включил в неё много национальных датских песен и стремился к местному колориту, за что был прозван «датским» композитором, хотя был немец по рождению. Написал также оперы: «Elisa», «Lulu», «Hugo og Adelheid», «Elveroe». Писал для флейты, фортепиано и голоса: квинтеты, концерты, фантазии, рондо, сонаты. Во многих сочинениях Кулау значимо влияние Людвига ван Бетховена, чью музыку он часто исполнял в концертах.
Похоронен на кладбище Ассистенс в Копенгагене.